# 芬顿·霍尔特
芬顿·霍尔特（英語：Fenton Hort；1828年4月23日—1892年11月30日），出生于爱尔兰，是一名神学家和编辑。他与威斯科特合作出版了1881年希腊语新约，即威斯科特-霍尔特希腊语文本。